# Kungariket Hannover
Kungariket Hannover var ett kungarike 1814-1866 i det som idag är förbundslandet Niedersachsen. Efter det tyska enhetskriget annekterades det av Preussen, där det blev en provins.
På Wienkongressen (1814–1815) återställdes Kurfurstendömet Braunschweig-Lüneburg som en i personalunion med England förenad, självständig stat och upphöjdes till kungariket Hannover. Dess område utvidgades med Ostfriesland, Hildesheim, Arenberg-Meppen m. m., varemot det avstod Sachsen-Lauenburg till Preussen, som därefter lämnade det vidare till Danmark. I patentet av den 7 december 1819 framställde prinsregenten i Hannover, hertigen av Cambridge, grunddragen till en efter engelskt mönster uppgjord författning, vilken dock först 1822 trädde i verkställighet. Till följd av julirevolutionens (1830) inflytande nödgades regeringen i Hannover 1833 proklamera en ny Landesgrundgesetz, genom vilken ministeransvarighet infördes samt representationens båda kamrar erhöll ökad makt.
När Vilhelm IV:s bror Ernst August (1837-51), i enlighet med 1836 års arvföljdsordning, 1837 besteg Hannovers tron, upphörde personalunionen med England. Han var en svuren fiende till alla liberala åsikter, upphävde 1833 års författning och genomdrev 1840 antagandet av en ny, vilken gjorde representationens inflytande till det minsta möjliga. 1848 blev han dock tvungen att ge efter för folkviljan, utnämna en frisinnad ministär och införa reformer i författningen. Ernst August efterträddes av sin blinde son, Georg V (1851-66), vars första regeringsår upptogs av strider med representationen angående författningens ändrande. På tyska förbundsförsamlingens tillstyrkan förklarade slutligen konungen egenmäktigt författningen upphävd (1855) och oktrojerade 1840 års konstitution. Genom påtryckning vid valen lyckades regeringen 1857 vinna majoritet i andra kammaren; men sedan växte oppositionen under Rudolf von Bennigsens ledning. 1862 tvangs den reaktionäre ministern Wilhelm von Borries att avgå, och en liberalare ministär kom till styret (till hösten 1865).
1866 slöt sig Georg till Österrike och gav ett avvisande svar på Preussens fordran (15 juni), att han skulle avväpna och samtycka till en reform av förbundsförfattningen. Detta svar framkallade Preussens krigsförklaring, 16 juni. Preussiska trupper inryckte i Hannover, och Georg tvangs trots hannoveranernas seger vid Langensalza (27 juni) att kapitulera (29 juni). 20 september samma år tog kungen av Preussen Hannover i besittning, och 1 oktober 1867 infördes den preussiska författningen där. Hannover blev en preussisk provins; en ny provins- och kretsordning infördes 1885. Inom den tyska riksdagen och preussiska lantdagen intog emellertid de hannoverska ombuden en mot Preussen avog ställning (welfiska partiet), och någon fullständig försoning mellan husen Hannover och Hohenzollern kom ej till stånd.

## Källa
Den här artikeln är helt eller delvis baserad på material från Nordisk familjebok, Hannover, 1904–1926.